# 청통휴게소
청통휴게소(Cheong-tong Service Area)는 경상북도 영천시 청통면에 있는 새만금포항고속도로의 고속도로 휴게소이다. 대구 방향에만 휴게소가 존재한다.

## 시설물
- 주차장
- 화장실
- 주유소:EX-OIL
- LPG:S-OIL
- 매점
- 식당
- 현금 자동 입출금기

## 전후
- 청통와촌 나들목→청통휴게소→화산 분기점
- 와촌휴게소 →청통휴게소→영천휴게소